# Metropolitanato de Nicea

Mapa de los metropolitanatos del patriarcado de Constantinopla en Anatolia, circa 1880.

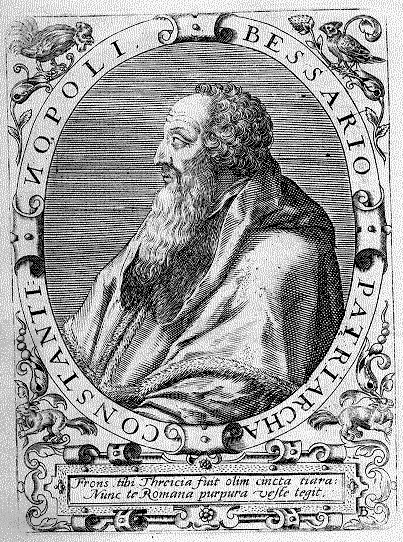
Basilio Besarión, obispo de Nicea.

El metropolitanato de Nicea (en griego: Ιερά Μητρόπολη Νικαίας) es una diócesis vacante de la Iglesia ortodoxa perteneciente al patriarcado de Constantinopla, cuya sede estaba en Nicea (la actual İznik), pero que desde el siglo XV fue trasladada a Cío (la actual Gemlik) en Turquía. Su titular llevaba el título de metropolitano de Nicea, el más honorable ('hipertimos') y exarca de toda Bitinia (en griego: Ο Νικαίας, υπέρτιμος και έξαρχος πάσης Βιθυνίας). Es una antigua sede metropolitana de la provincia romana de Bitinia en la diócesis civil del Ponto y en el patriarcado de Constantinopla.

## Territorio
El territorio del metropolitanato se encuentra entre las provincias de Bursa, Sakarya, Bilecik y Yalova. El área del metropolitanato se divide en dos secciones separadas. La sección principal limita al norte con el metropolitanato de Nicomedia; al este con el metropolitanato de Ancyra; al sur con el metropolitanato de Prusa; y al oeste con el mar de Mármara. La sección Militópolis limita al norte con mar de Mármara; al este con los metropolitanatos de Nicomedia (sección Apolonia) y Prusa; al sur con los metropolitanatos de Ancyra y Cícico; y al oeste con el metropolitanato de Cícico.
Además de İznik y de Gemlik, otras localidades del metropolitanato ubicadas en la sección principal son: Orhangazi, Geyve, Osmaneli, İnegöl y Söğüt. La sección Militópolis incluye: Karacabey, Mustafakemalpaşa, Uluabat (antigua Militópolis) y Orhaneli.

## Historia
La diócesis de Nicea, en la provincia romana de Bitinia Segunda, fue erigida en el siglo III. En el siglo V se elevó al rango de sede metropolitana sin diócesis sufragáneas.
Incontables son los santos y mártires de Nicea recordados por el Vetus Martyrologium Romanum: entre ellos san Neófito (20 de enero), san Antonio mártir (12 de junio), santa Teodota y sus tres hijos (2 de agosto) y el médico san Diomede (16 de agosto).
Nicea es sobre todo conocida en la historia por haber sido la sede de dos concilios ecuménicos, Nicea I (en 325) y Nicea II (en 787). Otros dos concilios regionales se celebraron en Nicea en 326 y 1222. El Concilio de Nicea I en 325 aprobó la ya existente organización eclesiástica según la cual el obispo de la capital de una provincia romana (el obispo metropolitano) tenía cierta autoridad sobre los otros obispos de la provincia (sufragáneos), utilizando por primera vez en sus cánones 4 y 6 el nombre metropolitano. Quedó así reconocido el metropolitanato de Nicomedia en la provincia romana de Bitinia, siendo Nicea una de sus sufragáneas. El canon 6 reconoció las antiguas costumbres de jurisdicción de los obispos de Alejandría, Roma y Antioquía sobre sus provincias, aunque no mencionó a Cesarea, su metropolitano también encabezaba de la misma manera a los obispos de la diócesis civil del Ponto como exarca del Ponto, entre ellos al metropolitanato de Nicomedia.
El primer obispo conocido de Nicea fue Teognido, quien fue exiliado a la Galia por negarse a suscribirse al Credo de Nicea. Después de firmar la fórmula, podría restaurarse en la sede de Nicea, pero continuó oponiéndose a los partidarios del concilio. Su sucesor fue Eugenio, quien se unió al arrianismo. La controversia arriana también fue el origen de la disputa entre Nicomedia y Nicea por el predominio sobre la provincia de Bitinia, que se acentuó cuando Nicea, en tiempo de los emperadores Valentiniano I (364-375) y Valente (364-378) circa 370 fue elevada al rango de sede metropolitana. La antigua cuestión se resolvió durante el Concilio de Calcedonia (451), cuando Nicomedia fue declarada la única metrópolis de Bitinia, mientras que Nicea fue reconocida como el único título honorario, en segundo lugar entre las diócesis de la provincia, después de Nicomedia. El canon 28 del Concilio de Calcedonia pasó al patriarca de Constantinopla las prerrogativas del exarca del Ponto, por lo que la sede de Nicea pasó a ser parte del patriarcado. La ciudad fue golpeada por dos grandes terremotos en 363 y 368.
En la Notitia Episcopatuum del pseudo-Epifanio, compuesta durante el reinado del emperador Heraclio I (circa 640), la sede de Nicea aparece en el octavo lugar entre las metrópolis del patriarcado de Constantinopla; y se le atribuyen tres diócesis sufragáneas: Modra o Melito, Linoe y Gordoserba.
En la Notitia Episcopatuum atribuida al emperador León VI el Sabio (principios del siglo X), a las sedes de Modra o Melito (llamada entonces Modrina o Melaina) y Linoe y Gordoserba, las acompañan como sufragáneas las diócesis de Numerico, Taio y Massimiane.
Nicea se convirtió en la capital de thema Opsiciano en el siglo VIII. Nicea fue ocupada por los selyúcidas en 1081 y pasó a ser la capital del Sultanato de Rum. Fue retomada por bizantinos y cruzados el 19 de junio de 1097. Durante el Imperio latino de Constantinopla Nicea fue la capital bizantina en resistencia, sede del Imperio de Nicea desde 1206 a 1261, cuando Constantinopla fue recuperada por los bizantinos. Los latinos ocuparon Cío en 1207 y fue entregada a los Caballeros de San Juan, en cuyos manos estuvo hasta 1261.
Nicea fue ocupada por el Imperio otomano el 3 de marzo de 1331, volviéndose su capital por algún tiempo. La catedral de Santa Sofía en Nicea fue convertida en la mezquita de Orhan. Luego de eso la sede fue trasladada de Nicea a Cío, ciudad que pasó a los otomanos en 1336 y fue destruida.
Entre los obispos de Nicea, surgió la figura de Basilio Besarión, que participó en el Concilio de Florencia en 1439 y firmó la fórmula de unión con la Iglesia latina y, después de que terminó el concilio, permaneció en Italia, en donde el papa Eugenio IV lo creó cardenal el 18 de diciembre de 1439.
Hacia el 1600 el metropolitanato de Nicea ya no tenía sedes sufragáneas y se hallaba dividido en dos secciones separadas.
Durante la guerra entre Grecia y Turquía, Gemlik fue ocupada por el ejército griego el 3 de julio de 1920 y Osmaneli el 10 de marzo y el 27 de junio de ese año. En agosto de 1922 los griegos abandonaron el área y la población ortodoxa fue evacuada o masacrada por los turcos. Tras el Tratado de Lausana, para poner fin a la guerra greco-turca, se implementó un intercambio de poblaciones entre Grecia y Turquía en 1923 que condujo a la extinción completa de la presencia cristiana ortodoxa en el territorio del metropolitanato de Nicea. 
La antigua catedral de Santa Sofía en Nicea, en donde se reunió el Concilio de Nicea II, funcionó como mezquita desde 1337, fue incendiada en 1922, reconstruida y transformada en museo en 1935. En noviembre de 2011 fue nuevamente restaurada como mezquita.

## Cronología de los obispos
- Teognido † (?-antes de 344 falleció)
- Eugenio † (355-370 falleció)
- Doroteo † (mencionado en 381)
- Anastasio † (mencionado en 451)
- Pedro † (?-circa 460 falleció)
- Apio † (circa 490-?)
- Anastasio † (518-536)
- Esteban † (mencionado en 553)
- Teófilo † (mencionado en 602)
- Constantino † (circa siglo VII)[5][6]
- Focio † (mencionado en 680)
- Jorge † (mencionado en 692)
- Anastasio † (circa 700)
- Ipacio † (mencionado en 787)
- Pablo † (circa siglo VIII-siglo IX)[5]
- Ignacio † (circa 813)
- Pedro † (?-circa 816)
- Teofanes † (845)
- Ignacio I † (circa 845-circa 848)
- Nicéforo † (circa 848-877 renunció)
- Anfiloquio de Cícico † (877-?)
- Gregorio Asbesta † (mencionado en 880)
- Juan † (circa 900)
- Alejandro † (circa 912)
- Ignacio II † (mencionado en 945 circa)[5]
- Daniel †
- Teodoro † (circa siglo X-siglo XI)[5]
- Constantino † (1022)
- Nicolás † (siglo XII)
- Eustratio † (1092-1117)
- León † (1144-1155)
- Jorge II † (1166-1173)
- Nicolás † (1177)
- Gerásimo I † (circa siglo XIII)
- Teófano II † (1261-1283)
- Arsenio I † (1301-1313)
- Pedro III † (1315-1318)
- Calístrato † (1327)
- Manasio † (1355-1362)
- Teófano III † (1366-1380)
- Alejo † (1380-1393)
- Jorge III † (1393-1403)
- Basilio Besarión † (1437-1439)
- Neófito † (1439-1450)
- Etabraco † (1450)
- Atanasio † (1528)
- Cirilo † (1572-1579)
- Partenio † (1606-1621)
- Porfirio I † (1624-1640)
- Porfirio II † (1640-1651)
- Gregorio II † (1653-1655)
- Natanael † (1657)
- Filoteo † (1662)
- Gregorio III † (1667)
- Damasceno † (1667-1671)
- Metodio † (1672)
- Sofronio I † (1687)
- Nicodemo † (1691-1700)
- Genadio Lerosets † (1712-25 de febrero de 1714)
- Gerásimo II † (1717-1728)
- Calínico I † (1728-1748)
- Jeremías † (1763-1766)
- Arsenio II † (1766-1780)
- Antimo † (1780-1783)
- Gabriel † (1783-1792)
- Calínico II † (septiembre de 1792-17 de junio de 1801 elegido patriarca de Constantinopla)
- Daniel † (junio de 1801-1809 depuesto)
- Juan † (marzo de 1811-junio de 1817 trasladado a Cesarea)
- Macario III † (junio de 1817-abril de 1821 trasladado a Éfeso)
- Hieroteo de Tesalia † (abril de 1821-29 de octubre de 1825 trasladado al patriarcado de Alejandría)
- José II † (octubre de 1825-1859 falleció)
- Juan III (Konstantinidis) † (20 de junio de 1859-12 de mayo de 1878 trasladado a Heraclea)
- Sofronio II (Christidis) † (12 de mayo de 1878-14 de noviembre de 1880 renunció)
- Dionisio † (14 de noviembre de 1880-23 de enero de 1886 trasladado a Adrianópolis)
- Sofronio II (Christidis) † (23 de enero de 1886-8 de enero de 1890 falleció) (por segunda vez)
- Jerómimo (Gorgias) † (11 de enero de 1890-13 de mayo de 1897 trasladado a Heraclea)
- Sofronio III † (29 de mayo de 1897-22 de mayo de 1902 trasladado a Ioánina)
- Jerómimo (Gorgias) † (22 de mayo de 1902-30 de marzo de 1910 falleció) (por segunda vez)
- Basilio (Georgiadis) † (13 de mayo de 1910-13 de julio de 1925 elegido patriarca de Constantinopla)
- Benjamín (Kyriakou) (21 de julio de 1925-21 de octubre de 1933 trasladado a Heraclea)
- Sede vacante (1933-2001)
- Juan V (Rinne) † (30 de septiembre de 2001-1 de julio de 2010 falleció)
- Constantino III (Harisiadis) (desde el 29 de agosto de 2011)